# 金澤右
金澤 右（かなざわ すすむ、1955年9月26日 - ）は、日本の医学者、医師。岡山大学教授、理事・病院長などを務めた。岡山大学名誉教授。現在は川崎医科大学総合医療センター放射線科特任教授。

## 概要
専攻は医学（特に放射線診断学）。長野県出身。日本を代表する放射線科医。
- 1974年 - 長野高校卒業

　　高校の同期生には、弁護士の北村晴男、漫画家の井浦秀夫、オリンピック評論家春日良一などがいる。
- 1981年 - 岡山大学医学部医学科卒業
- 1986年 - 倉敷成人病センター南くらしき病院医長
- 1989年 - テキサス大学M・D・アンダーソン病院研究員
- 1991年 - 岡山大学医学部附属病院医員
- 1992年 - 同　助手
- 1998年 - 同　講師
- 2000年 - 同　助教授
- 2001年 - 岡山大学大学院医歯学総合研究科助教授
- 2004年 - 同　教授
- 2011年 - 岡山大学病院副病院長
- 2013年 - 同　IVRセンター長
- 2017年 - 岡山大学理事（医療担当）・病院長[1]
- 2021年 - 岡山大学名誉教授、川崎医科大学総合医療センター特任教授[2]

## 活動
- 日本医学放射線学会副理事長
- 日本IVR学会理事
- 日本核医学会評議員
- 日本癌治療学会評議員
- 日本肺癌学会評議員[3]